# Anancistrogera plebeja
Anancistrogera plebeja är en insektsart som först beskrevs av Carl Stål 1877.  Anancistrogera plebeja ingår i släktet Anancistrogera och familjen Gryllacrididae.

## Underarter
Arten delas in i följande underarter:
- A. p. connexa
- A. p. immaculata
- A. p. plebeja